# 香芝市立二上小学校
香芝市立二上小学校（かしばしりつ にじょうしょうがっこう）は、奈良県香芝市畑四丁目にある公立小学校。

## 制服
- 冬服：男子は白色のカッターシャツに紺色の半ズボンを着用。女子は白色の丸襟ブラウスに紺色の吊りスカートを履く。その上に紺色のイートン型（ダブル）ブレザーを着用（男女共通）する。
- 夏服：男子は半袖のカッターシャツに半ズボン。女子は丸襟のブラウスに吊りスカートを着用する。
- 帽子：指定の紺色キャップを被ることが決められている。

## 交通
- 近鉄大阪線二上山駅より約400m
- 近鉄大阪線二上駅より約800m
- 香芝市コミュニティバス　真美ヶ丘・穴虫ルート　二上小学校前停留所すぐ

## 通学区域が隣接している学校
- 香芝市立関屋小学校
- 香芝市立旭ヶ丘小学校
- 香芝市立下田小学校
- 香芝市立三和小学校
- 葛城市立當麻小学校

以下は大阪府。
- 太子町立山田小学校
- 太子町立磯長小学校
- 羽曳野市立駒ヶ谷小学校